# William Francis
William Bates Francis (Updegraff, 25 ottobre 1860 – Wheeling, 5 dicembre 1954) è stato un politico statunitense.
Nato nell'Ohio, Francis frequentò la scuola statale e intraprese studi di giurisprudenza. Divenne avvocato nel 1889 e lavorò a Martins Ferry, dove ottenne importanti incarichi, come assessore e docente.
Fu eletto come democratico al 62º e 63º Congresso degli Stati Uniti d'America. Si candidò, invano, nel 1914, al 64º Congresso. Dopo l'insuccesso riprese la sua professione di avvocato finché non raggiunse la pensione per limiti di età. Morì all'età di 94 anni, a Wheeling (Virginia Occidentale), ma fu sepolto a Mount Pleasant (Ohio).

## Fonti
http://bioguide.congress.gov/scripts/biodisplay.pl?index=F000337